# Ptýrov
Ptýrov je obec v okrese Mladá Boleslav ve Středočeském kraji. Rozkládá se asi dvanáct kilometrů severně od Mladé Boleslavi a tři kilometry jihozápadně od města Mnichovo Hradiště. Žije zde 334 obyvatel.
Kousek od úřadu, směrem k Farmě Ptýrov, se nachází památník padlých v první světové válce.

## Historie
První písemná zmínka o obci pochází z roku 1345.

## Obyvatelstvo
| Rok            | 1869 | 1880 | 1890 | 1900 | 1910 | 1921 | 1930 | 1950 | 1961 | 1970 | 1980 | 1991 | 2001 | 2011 | 2021 |
| -------------- | ---- | ---- | ---- | ---- | ---- | ---- | ---- | ---- | ---- | ---- | ---- | ---- | ---- | ---- | ---- |
| Počet obyvatel | 405  | 382  | 341  | 351  | 354  | 368  | 349  | 255  | 259  | 220  | 200  | 161  | 152  | 221  | 285  |
| Počet domů     | 55   | 58   | 56   | 57   | 60   | 64   | 71   | 77   | 73   | 65   | 61   | 74   | 79   | 106  | 126  |

## Obecní správa

### Územněsprávní začlenění
Dějiny územněsprávního začleňování zahrnují období od roku 1850 do současnosti. V chronologickém přehledu je uvedena územně administrativní příslušnost obce v roce, kdy ke změně došlo:
- 1850 země česká, kraj Jičín, politický okres Mladá Boleslav, soudní okres Mnichovo Hradiště[6]
- 1855 země česká, kraj Mladá Boleslav, soudní okres Mnichovo Hradiště[6]
- 1868 země česká, politický i soudní okres Mnichovo Hradiště[6]
- 1939 země česká, Oberlandrat Jičín, politický i soudní okres Mnichovo Hradiště[7]
- 1942 země česká, Oberlandrat Praha, politický okres Mladá Boleslav, soudní okres Mnichovo Hradiště[8]
- 1945 země česká, správní i soudní okres Mnichovo Hradiště[9]
- 1949 Liberecký kraj, okres Mnichovo Hradiště[10]
- 1960 Středočeský kraj, okres Mladá Boleslav[11]
- k 1. lednu 1980 Středočeský kraj, okres Mladá Boleslav, obec Klášter Hradiště nad Jizerou[12]
- k 24. listopadu 1990 Středočeský kraj, okres Mladá Boleslav[12]

### Části obce
- Čihátka
- Maníkovice
- Ptýrov
- Ptýrovec

### Obecní symboly
Znak a vlajka byly obci uděleny rozhodnutím předsedy Poslanecké sněmovny Parlamentu České republiky dne 6. června 2017.

## Doprava
Silniční doprava
- Do obce vede silnice III. třídy.

Železniční doprava
- Železniční trať ani stanice na území obce nejsou. Nejblíže obci je železniční stanice Mnichovo Hradiště ve vzdálenosti 5 km ležící na trati 070 v úseku z Mladé Boleslavi do Turnova.

Autobusová doprava
- V obci zastavovala v pracovních dnech května 2011 autobusová linka Mnichovo Hradiště-Klášter Hradiště nad Jizerou-Mladá Boleslav (7 spojů tam, 9 spojů zpět) (dopravce TRANSCENTRUM bus, s.r.o.).[14]

## Pamětihodnosti
- přírodní památka Skalní sruby Jizery v k. ú. obce

## Další fotografie

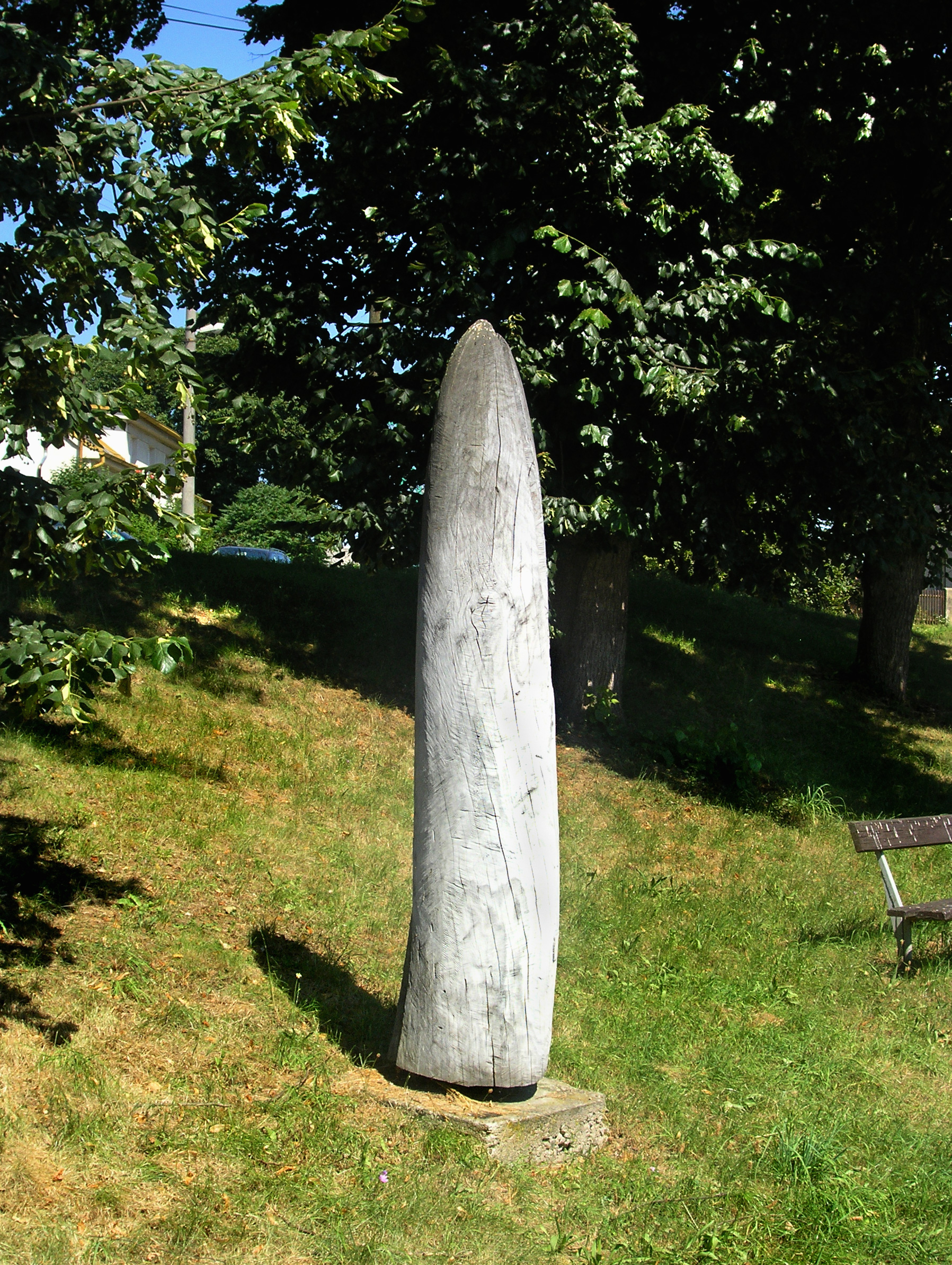
Symbolická dřevěná plastika
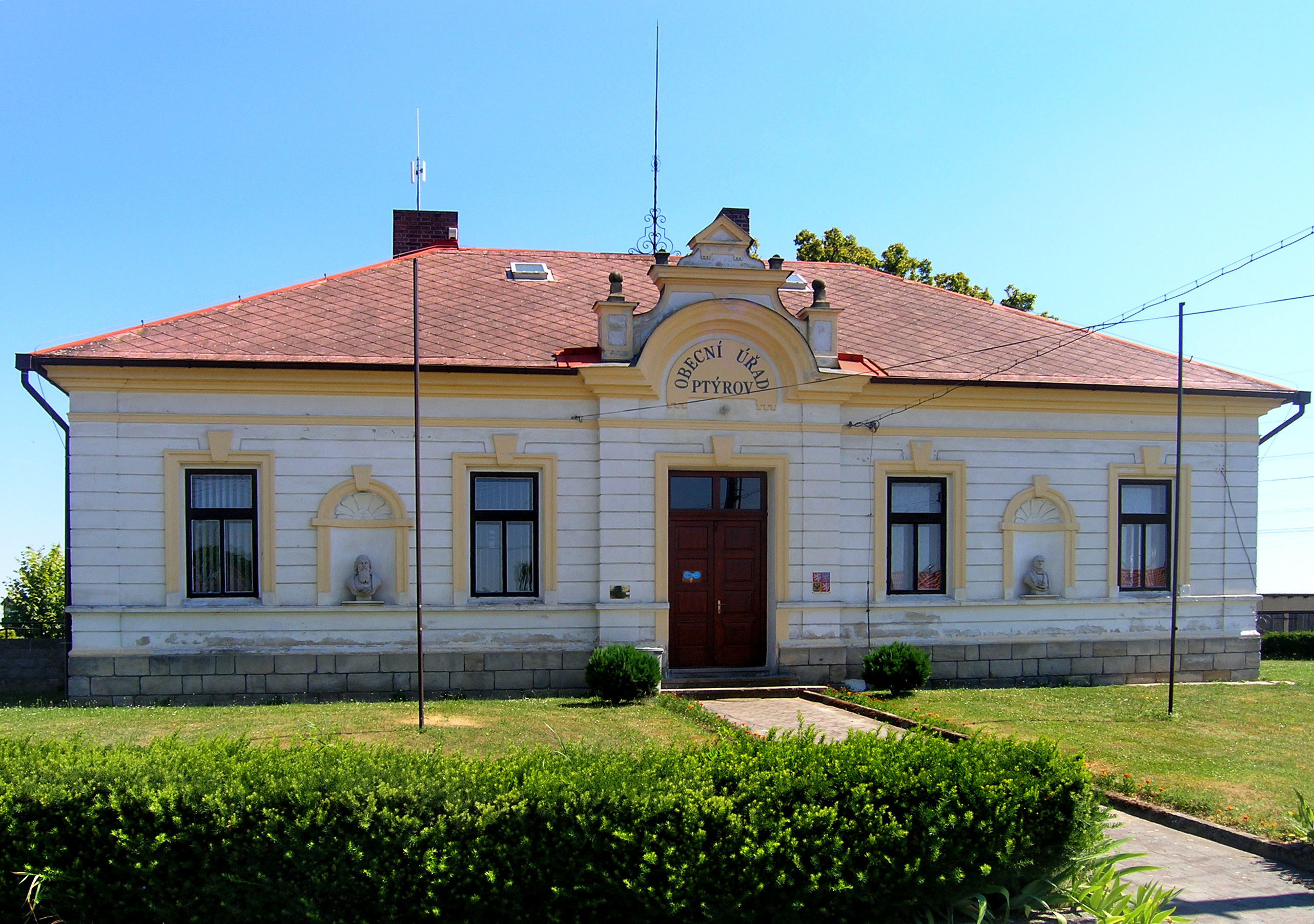
Obecní úřad
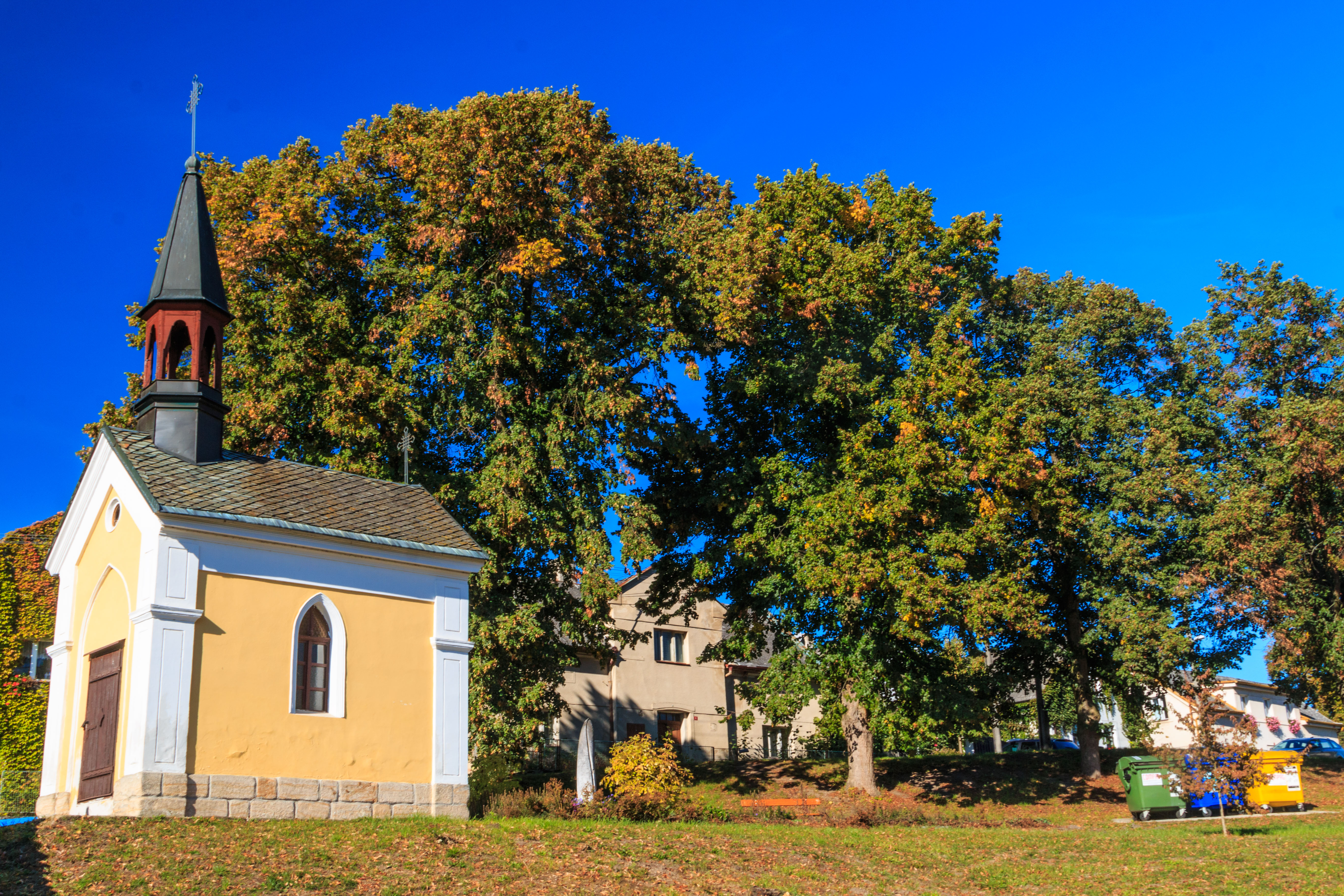
Ptýrov - návesní kaple
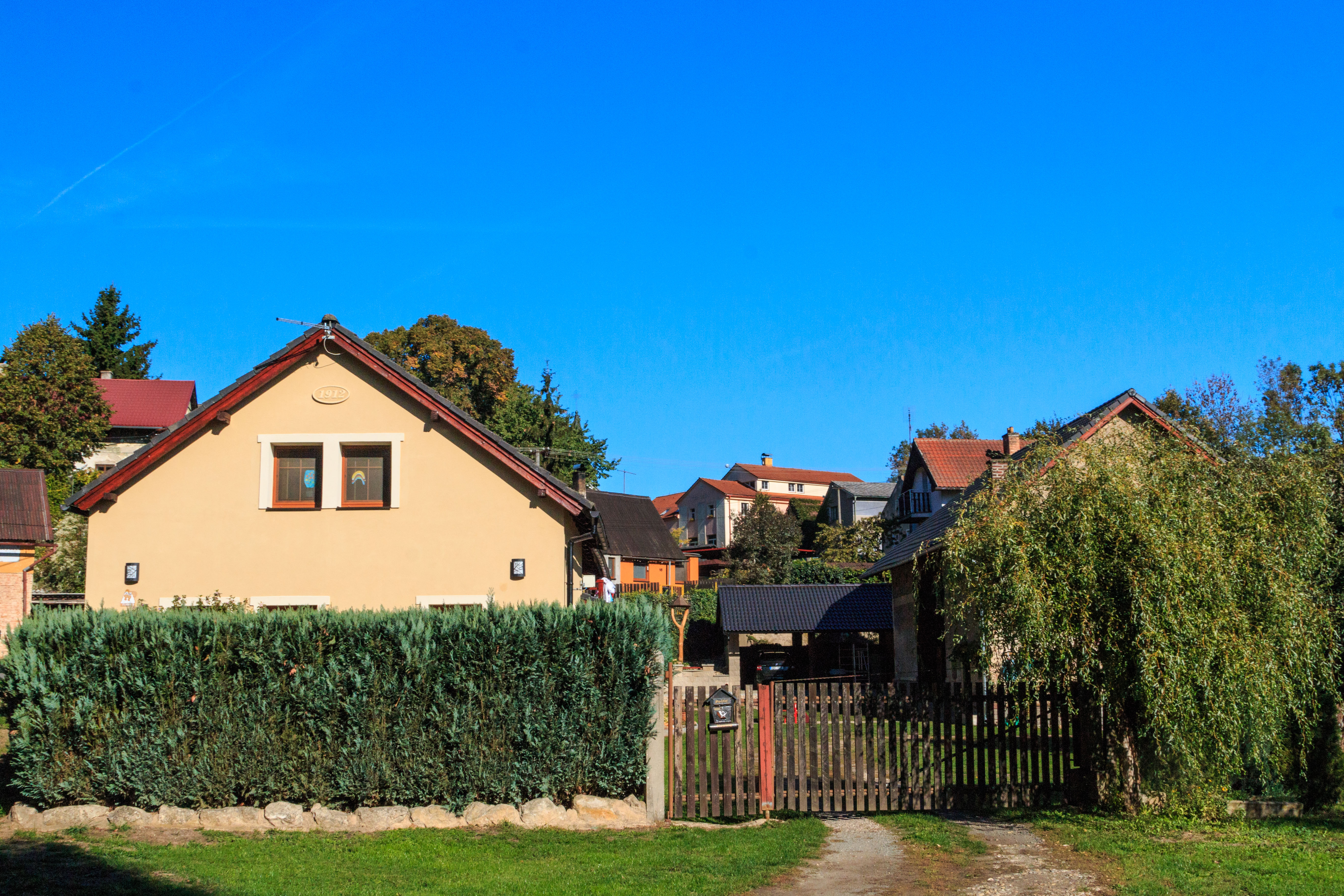
Ptýrov - dům čp. 9
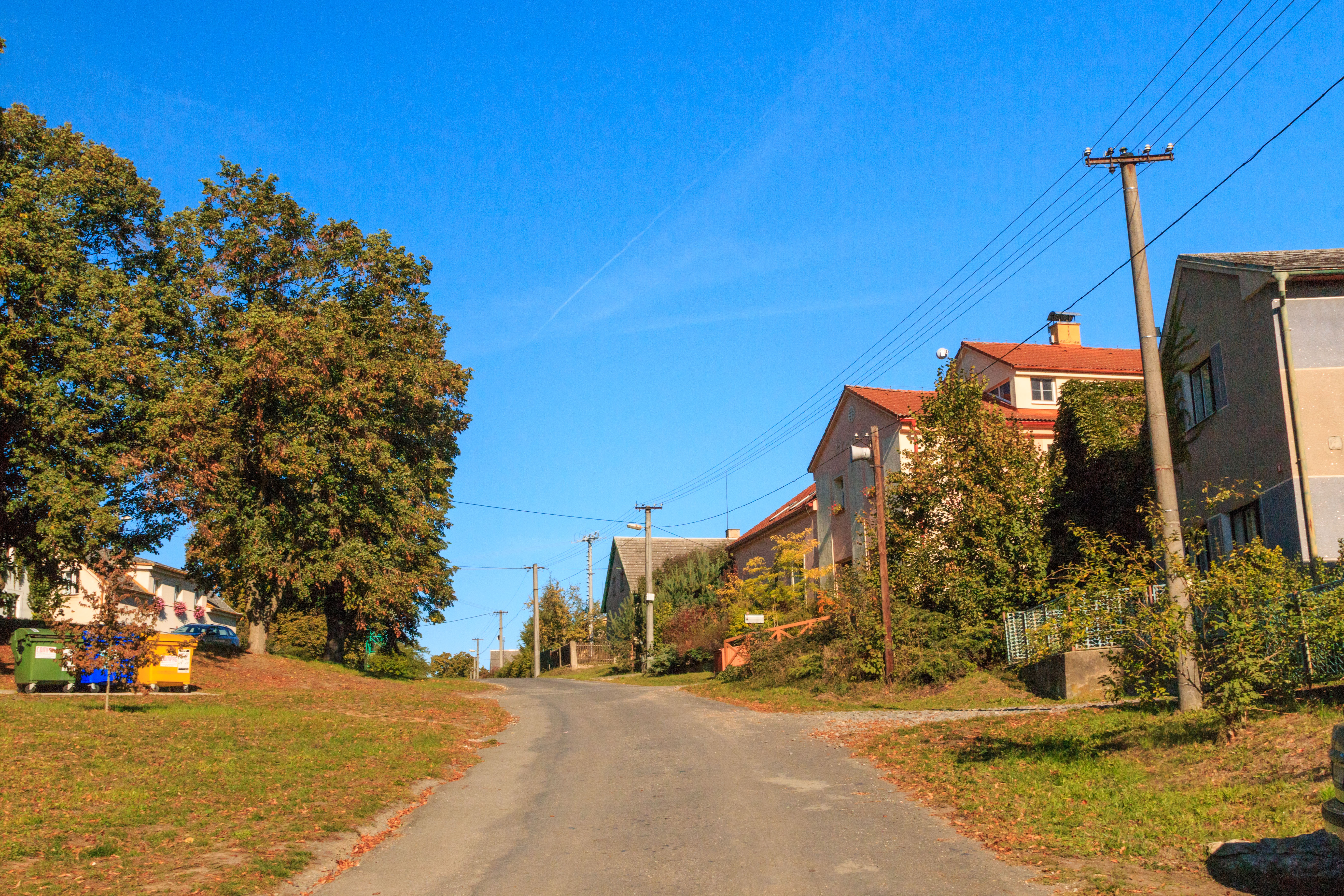
Ptýrov - dům čp. 12